# Krasnoiàrske
Krasnoiàrske (en (ucraïnès): Красноярське) és un poble de la República Autònoma de Crimea a Ucraïna, que el 2014 tenia 626 habitants. Pertany al districte de Txornomórske.